# Oligodon arnensis

Oligodon arnensis är en ormart som beskrevs av den brittiske zoologen och botanikern George Kearsley Shaw 1802. Oligodon arnensis ingår i släktet Oligodon, och familjen snokar. Inga underarter finns listade.

## Utbredning
Arten förekommer i Indien, Sri Lanka, Pakistan och Nepal.